# Effet Qwerty

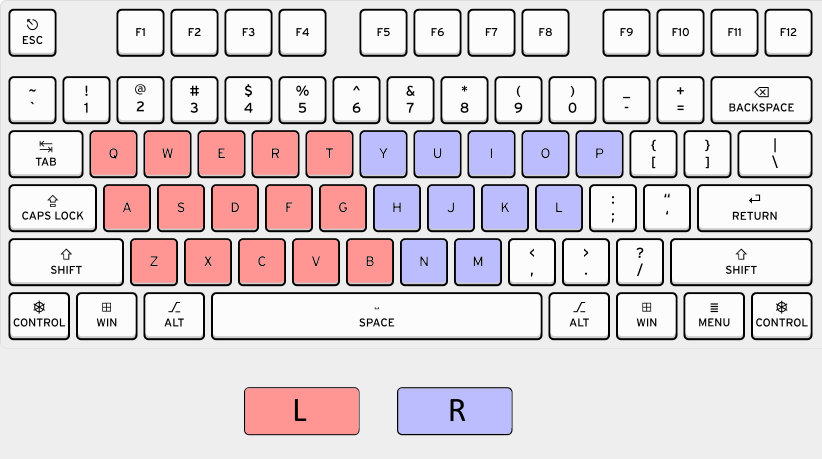
Division du clavier utilisée par les chercheurs pour observer l'effet Qwerty

 (décembre 2024).
L'effet QWERTY ou effet qwerty est un phénomène sociologique et linguistique décrivant les changements de comportment et de langage attribués aux dispositions des touches d'un clavier.
Le nom provient de la disposition QWERTY, disposition de touches la plus répandue dans le monde anglophone.

## Effet linguistique
Une étude de 2016, publiée par David Garcia (ETH Zürich) et Markus Strohmaier (Institut Leibniz de sciences sociales de Mannheim) dans le cadre le la 25e World Wide Web Conference, démontre une préférence de la part d'utilisateurs de différentes langues maternelles pour des mots, noms et titres contenants des lettres situées à droite du clavier. L'effet, déjà décrit et nommé dans des études de 2012 et 2014, démontre également une corrélation entre de développement des claviers QWERTY et les prénoms donnés à la naissance : en utilisant les données de l'administration de la sécurité sociale américaine, les chercheurs ont observé que les prénoms donnés après 1990 ont « significativement plus de lettres situées à droite du clavier que les prénoms donnés au cours des trois décennies précédentes ».
Un effet similaire, nommé effet Wubi, a également été observé en Chine. Il correspond aux transformations linguistiques dues aux méthodes de saisie du chinois, souvent largement guidées par de l'auto-complétion.

## Potentielles explications
Aucune explication n'a été vérifiée ou fait l'objet d'un consensus, mais plusieurs hypothèses ont été émises par les chercheurs :
- La majorité de la population étant droitière, il est logique de penser que celle-ci aurait une préférence psychologique pour les lettres écrite avec la main droite. Cependant, les recherches ne montrent pas de différences marquantes entre gauchers et droitiers[3],[7] ;
- Les lettres situées à gauche du clavier seraient plus difficiles à prononcer ; l'effet serait alors lié au biais de fluidité (en)[8] ;
- Les lettres sont plus nombreuses et plus compactées du côté gauche du clavier, cela les rendraient plus difficile à taper et connotées négativement[9].